# Азиатская широкоушка
Азиатская широкоушка (лат. Barbastella leucomelas) — вид летучих мышей из рода широкоушек.

## Внешний вид
Отличается от европейской широкоушки более крупными размерами и более светлым мехом, а также отсутствием кожной лопасти на внешнем крае уха. Кондилобазальная длина черепа составляет 14,2—14,9 мм, длина предплечья — 41,5—45 мм.

## Ареал

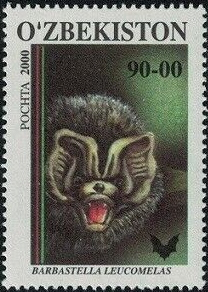
Почтовая марка Узбекистана

На территории бывшего СССР встречается на Северном Кавказе, в Закавказье и Средней Азии. Очень редка и плохо изучена.